# Byrsonima
Byrsonima är ett släkte av tvåhjärtbladiga växter. Byrsonima ingår i familjen Malpighiaceae.

## Bildgalleri

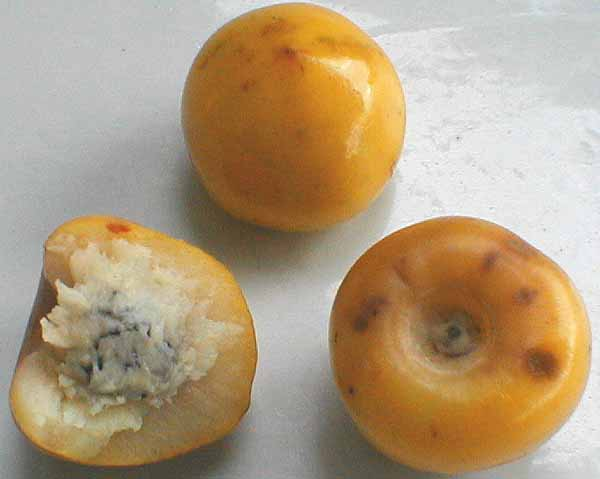

## Dottertaxa tillByrsonima, i alfabetisk ordning[1]
- Byrsonima aerugo
- Byrsonima affinis
- Byrsonima altissima
- Byrsonima alvimii
- Byrsonima amoena
- Byrsonima arthropoda
- Byrsonima baccae
- Byrsonima bahiana
- Byrsonima basiliana
- Byrsonima basiloba
- Byrsonima biflora
- Byrsonima blanchetiana
- Byrsonima brachybotrya
- Byrsonima brachystachya
- Byrsonima bracteata
- Byrsonima bronweniana
- Byrsonima bucherae
- Byrsonima bucidifolia
- Byrsonima bumeliifolia
- Byrsonima cacaophila
- Byrsonima carraoana
- Byrsonima chalcophylla
- Byrsonima christianeae
- Byrsonima chrysophylla
- Byrsonima cipoensis
- Byrsonima clausseniana
- Byrsonima coccolobifolia
- Byrsonima concinna
- Byrsonima coniophylla
- Byrsonima cordifolia
- Byrsonima correifolia
- Byrsonima cowanii
- Byrsonima crassifolia
- Byrsonima crispa
- Byrsonima cuprea
- Byrsonima cydoniifolia
- Byrsonima dealbata
- Byrsonima densa
- Byrsonima dubia
- Byrsonima duckeana
- Byrsonima duidana
- Byrsonima eriopoda
- Byrsonima eugeniifolia
- Byrsonima euryphylla
- Byrsonima fanshawei
- Byrsonima fernandezii
- Byrsonima flexipes
- Byrsonima fonsecae
- Byrsonima formosa
- Byrsonima frondosa
- Byrsonima garcibarrigae
- Byrsonima gardneriana
- Byrsonima glaberrima
- Byrsonima grisebachiana
- Byrsonima guilleminiana
- Byrsonima gymnocalycina
- Byrsonima hatschbachii
- Byrsonima herrerae
- Byrsonima hirsuta
- Byrsonima homeieri
- Byrsonima huberi
- Byrsonima hypargyrea
- Byrsonima hypoleuca
- Byrsonima incarnata
- Byrsonima intermedia
- Byrsonima japurensis
- Byrsonima kariniana
- Byrsonima karstenii
- Byrsonima krukoffii
- Byrsonima laevigata
- Byrsonima laevis
- Byrsonima lancifolia
- Byrsonima lanulosa
- Byrsonima laxiflora
- Byrsonima leucophlebia
- Byrsonima ligustrifolia
- Byrsonima linearifolia
- Byrsonima linguifera
- Byrsonima luacesii
- Byrsonima lucida
- Byrsonima luetzelburgii
- Byrsonima macrophylla
- Byrsonima macrostachya
- Byrsonima magna
- Byrsonima maguirei
- Byrsonima martiana
- Byrsonima melanocarpa
- Byrsonima microphylla
- Byrsonima moensis
- Byrsonima morii
- Byrsonima motembensis
- Byrsonima myricifolia
- Byrsonima nemoralis
- Byrsonima niedenzuana
- Byrsonima nitidifolia
- Byrsonima nitidissima
- Byrsonima oaxacana
- Byrsonima oblanceolata
- Byrsonima oblongifolia
- Byrsonima onishiana
- Byrsonima orientensis
- Byrsonima oxyphylla
- Byrsonima pachyphylla
- Byrsonima pachypoda
- Byrsonima parvifolia
- Byrsonima pedunculata
- Byrsonima perseifolia
- Byrsonima pinetorum
- Byrsonima piresii
- Byrsonima poeppigiana
- Byrsonima psilandra
- Byrsonima punctulata
- Byrsonima putumayensis
- Byrsonima rigida
- Byrsonima riparia
- Byrsonima rodriguesii
- Byrsonima roigii
- Byrsonima rotunda
- Byrsonima rubrobracteata
- Byrsonima salzmanniana
- Byrsonima schomburgkiana
- Byrsonima schunkei
- Byrsonima sericea
- Byrsonima smallii
- Byrsonima souzae
- Byrsonima spicata
- Byrsonima spinensis
- Byrsonima stannardii
- Byrsonima steyermarkii
- Byrsonima stipulacea
- Byrsonima stipulina
- Byrsonima subcordata
- Byrsonima subterranea
- Byrsonima surinamensis
- Byrsonima tillettii
- Byrsonima trinitensis
- Byrsonima triopterifolia
- Byrsonima umbellata
- Byrsonima vacciniifolia
- Byrsonima wadsworthii
- Byrsonima variabilis
- Byrsonima verbascifolia
- Byrsonima viminifolia
- Byrsonima wrightiana
- Byrsonima wurdackii
- Byrsonima yaroana